# Relaciones Finlandia-Perú
Las relaciones Finlandia-Perú son las relaciones exteriores entre Finlandia y Perú. Perú reconoció a Finlandia el 23 de junio de 1919 y ambos países establecieron relaciones el 26 de marzo de 1963.
Perú tiene una embajada en Helsinki. Finlandia tiene una embajada en Lima que también está acreditada ante Bolivia y Ecuador.

## Historia
Perú reconoció a Finlandia después de su independencia de Rusia el 23 de junio de 1919, y ambos países establecieron relaciones el 26 de marzo de 1963.
Finlandia abrió una embajada en Lima el 1 de julio de 1963. Sin embargo, esta fue cerrada el 1 de septiembre de 1991, debido a la depresión económica que afectaba al país en ese momento, así como al conflicto interno en Perú. La embajada fue reabierta el 1 de febrero de 1998. La antigua embajada de Suecia ahora alberga únicamente la misión diplomática de Finlandia desde 2022. Además de la embajada, antiguamente funcionaba una residencia de embajadores en San Isidro, ubicada en la dirección de Guillermo Marconi 270, entre las embajadas de Corea del Norte y Corea del Sur.

## Misiones diplomáticas residentes
- Finlandia tiene una embajada en Lima.
- Perú tiene una embajada en Helsinki.

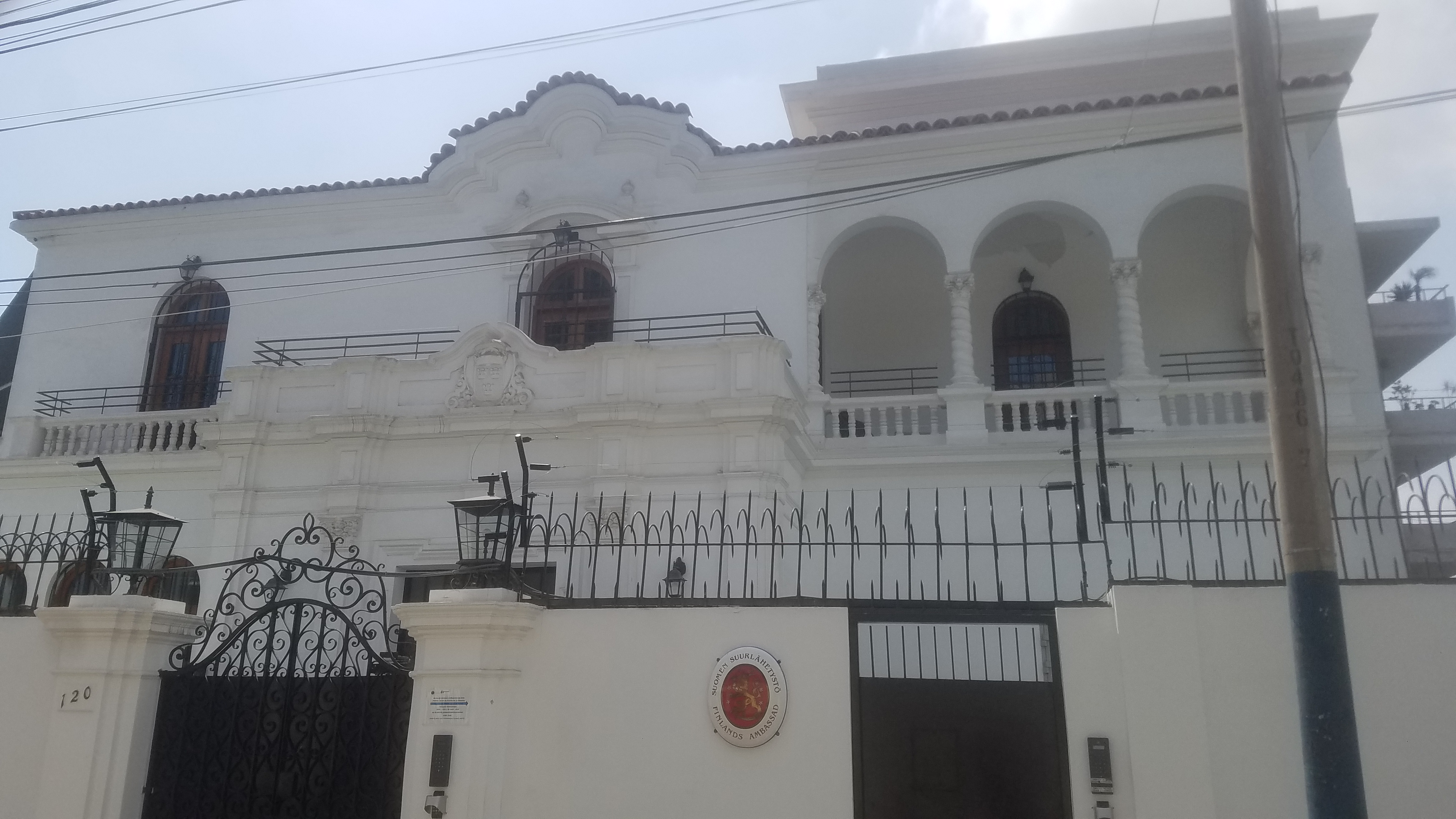
Embajada de Finlandia en Lima
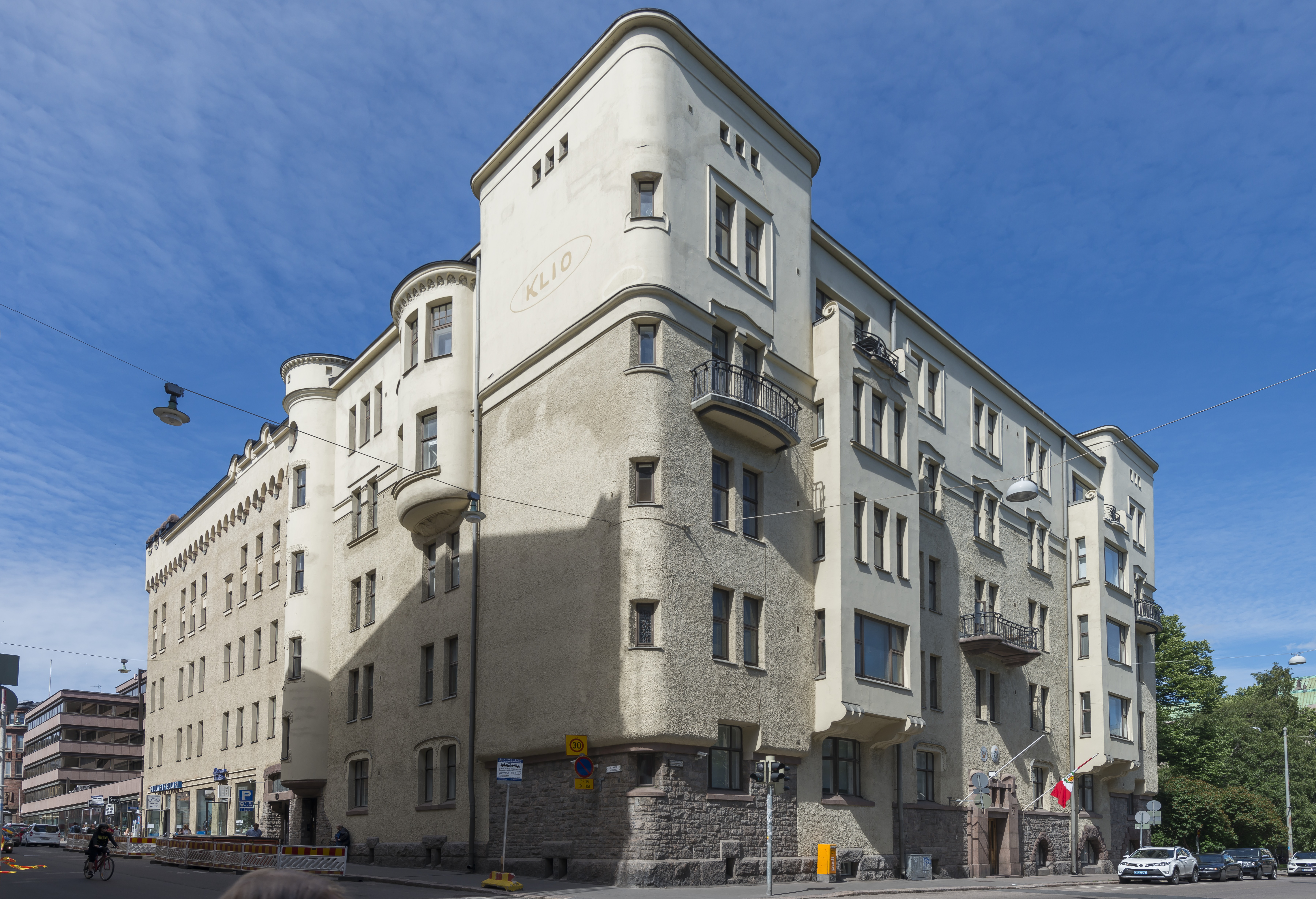
Embajada de Perú, Helsinki